# Snowboarding na Zimowym Olimpijskim Festiwalu Młodzieży Europy 2025
Snowboarding na Zimowym Olimpijskim Festiwalu Młodzieży Europy 2025 – zawody w snowboardzie, które odbyły się w dniach 12-15 lutego 2025 r. w gruzińskim Bakuriani. W programie zawodów przewidziano po dwie konkurencje dla dziewcząt i chłopców: big air i slopestyle.

## Wyniki
| Pozycja | Zawodnik               | Reprezentacja   | Punkty |
| ------- | ---------------------- | --------------- | ------ |
|         | Unai López Sousa       | Hiszpania       | 92,25  |
|         | Luka Kamissek          | Niemcy          | 90,25  |
|         | Lenny Collomb Paton    | Francja         | 87,50  |
| 4.      | Oliver Vandendriessche | Belgia          | 75,50  |
| 5.      | Reef Matt Hasler       | Szwajcaria      | 70,50  |
| 6.      | Roahan Duncan          | Wielka Brytania | 57,75  |

| Pozycja | Zawodniczka         | Reprezentacja   | Punkty |
| ------- | ------------------- | --------------- | ------ |
|         | Aono Pordie Okaniwa | Francja         | 80,75  |
|         | Laura Anga          | Estonia         | 78,00  |
|         | Janina Walz         | Niemcy          | 58,75  |
| 4.      | Katja Dutu          | Holandia        | 54,50  |
| 5.      | Livia Schatzer      | Austria         | 53,75  |
| 6.      | Emily Rothner       | Wielka Brytania | 34,00  |

| Pozycja | Zawodnik           | Reprezentacja | Punkty |
| ------- | ------------------ | ------------- | ------ |
|         | Unai López Sousa   | Hiszpania     | 171,25 |
|         | Ugo Pirolli        | Francja       | 165,25 |
|         | Damian Millinger   | Niemcy        | 161,75 |
| 4.      | Gregorio Marchelli | Włochy        | 152,00 |
| 5.      | Pyry Posio         | Finlandia     | 121,75 |
| 6.      | Pim Wiesen         | Holandia      | 105,75 |

| Pozycja | Zawodniczka          | Reprezentacja   | Punkty |
| ------- | -------------------- | --------------- | ------ |
|         | Emily Rothner        | Wielka Brytania | 156,75 |
|         | Aono Pordie Okaniwa  | Francja         | 149,50 |
|         | Janina Walz          | Niemcy          | 140,50 |
| 4.      | Katja Dutu           | Holandia        | 139,75 |
| 5.      | Nelia Dahle Stavanes | Norwegia        | 125,25 |
| 6.      | Livia Schatzer       | Austria         | 95,75  |

## Klasyfikacja medalowa
| Miejsce | Państwo         |   |   |   | złoto · srebro · brąz |
| ------- | --------------- | - | - | - | --------------------- |
| 1.      | Hiszpania       | 2 | 0 | 0 | 2                     |
| 2.      | Francja         | 1 | 2 | 1 | 4                     |
| 3.      | Wielka Brytania | 1 | 0 | 0 | 1                     |
| 4.      | Niemcy          | 0 | 1 | 3 | 4                     |
| 5.      | Estonia         | 0 | 1 | 0 | 1                     |
| Ogółem  | Ogółem          | 4 | 4 | 4 | 12                    |